# Dragon Quest VII: Fragmentos de un mundo olvidado
Dragon Quest VII: Fragmentos de un mundo olvidado (ドラゴンクエストVII エデンの戦士たち Dragon Quest VII Eden no Senshi-tachi?, lit. Dragon Quest VII: Guerreros del Edén), conocido anteriormente como Dragon Warrior VII en Norteamérica, es un videojuego de rol japonés desarrollado por Heartbeat y ArtePiazza y publicado por Enix para la consola PlayStation en 2000. Es un remake remasterizado que fue publicado para 3DS en 2013 en Japón y el 16 de septiembre de 2016 para el resto del mundo. 
Dragon Quest VII es la séptima entrega de la serie de videojuegos de rol Dragon Quest; sucesor de Dragon Quest VI de 1995 para la Super Famicom. En su lanzamiento, las ventas de Dragon Quest VII alcanzaron la cifra de 4.060.000, convirtiéndolo en el juego más vendido para PlayStation el 6 de abril de 2001 en Japón. Fue el último en ser lanzado en América del Norte con el nombre de Dragon Warrior. El juego fue producido por Yuji Horii, que ha presidido la serie Dragon Quest desde sus inicios. Los diseños, ilustraciones y personajes fueron proporcionados como las anteriores entregas, por el artista de manga, Akira Toriyama.

## Jugabilidad
Dragon Quest VII es especialmente conocido por su larga duración. Sin completar las misiones secundarias del juego, una sola partida de Dragon Quest VII puede tomar cientos de horas o más. En términos de jugabilidad, no cambia mucho desde las anteriores entregas; las batallas se toman por turnos en primera persona. El juego cuenta con secuencias cinematográficas y escenarios en 3D; sin embargo, la movilidad y las batallas se representan en dos dimensiones. La capacidad de hablar con los personajes del grupo tanto dentro y como fuera de las batallas es una nueva característica en este juego. Los compañeros ofrecerán consejos sobre estrategias de batalla y puntos de la trama, o simplemente comentar sobre cómo se sienten en cada momento. Hay cuatro medios de transporte: a pie, en barco, en alfombra mágica y en la volapiedra; y cada uno de ellos puede moverse a través de diferentes terrenos.
La mecánica principal del juego es diferente a la de otras entregas de la saga; en lugar de explorar el mundo, el grupo viajará a continentes por separado mediante la colocación de fragmentos de piedra en los pedestales apropiados en el Santuario Místico. Una vez que todos los fragmentos se localizan y son colocados en el pedestal correspondiente, el grupo es transportado al pasado en el lugar tallado del relieve de la tablilla. Después de resolver los problemas de cada continente, el grupo puede viajar de regreso a Estarda, la pequeña isla principal. A partir de ahí, pueden viajar a través de un barco, una alfombra o la volapiedra al continente del presente que acaba de salvar. Estas tierras rescatadas ahora aparecen en el mapa principal, aunque sus versiones pasadas también pueden ser revisitadas a través de las ruinas.
Como la mayoría de otros juegos de Dragon Quest, este juego tiene varios minijuegos en los que participar. La Ciudad del Inmigrante, de forma similar a la de Dragon Quest IV, le permite a la gente reclutar jugadores de varias ciudades. A continuación, viven en la ciudad y cambia dependiendo del tipo de personas que viven allí. Una característica a destacar en la mayoría de juegos de Dragon Quest son los casinos. Poker, máquinas tragamonedas, y el panel de la suerte se pueden jugar en Dragon Quest VII. La Asociación de Clasificación le permite al jugador competir viendo las más altas clasificaciones, como el certamen de belleza de Dragon Quest VI. El jugador también puede reclutar monstruos, a pesar de que solo se muestran en el Monstruológico, a diferencia de Dragon Quest V y la versión original de Dragon Quest VI; en donde, al hacerlo, los monstruos luchan junto al grupo.

## Historia
La historia comienza con el padre del Héroe trayendo a casa un fragmento de un mapa grabado en una tablilla; este mapa sugiere que el mundo tenía en el pasado muchos continentes, aunque ahora solo exista la pequeña isla de Estarda. Encuentran una manera de viajar al pasado, cuando los continentes aún existían. El protagonista y su grupo, que irá creciendo conforme progrese la aventura, deberán resolver la causa de la desaparición y al hacerlo los continentes volverán a aparecer en el presente.
A través de unas antiguas ruinas y unos fragmentos de tablilla mágicos, los protagonistas son transportados al pasado de dichas islas y deben vencer el mal en cada una de ellas. La mecánica del juego es prácticamente igual al de los anteriores juegos de la serie, aunque un extenso sistema de clases permite a los jugadores personalizar a sus personajes.

## Desarrollo
Dragon Quest VII, fue diseñado por el creador Yuji Horii y dirigido por Manabu Yamana. Shintaro Majima fue el director de arte, mientras; los veteranos en la franquicia, Akira Toriyama y Koichi Sugiyama, estuvieron a cargo del diseño de personajes y la música, respectivamente.
El juego fue anunciado oficialmente en el año 1996 y originalmente previsto para la Nintendo 64DD. Sin embargo, el 15 de enero de 1997 el desarrollo había sido trasladado para la PlayStation. Al día siguiente de este anuncio, tanto las acciones de Sony como las de Enix, aumentaron en Japón. En el año 2000, se especuló que la entrega sería tan exitosa en Japón que "crearía un aumento de ¥ 50 mil millones en la economía japonesa", según DIHS, empresa de investigación. Dragon Quest VII, fue lanzado el 26 de agosto de 2000 y vendió 4,06 millones de unidades sólo en Japón, convirtiéndose en uno de los videojuegos más vendidos en toda la historia de Japón.
El juego se retrasó en numerosas ocasiones antes de su lanzamiento definitivo. El desarrollo del juego se ralentizó debido a que el equipo quería perfeccionar el juego por las altas expectativas por parte del público y también por un número de empleados insuficientes. Antes de su lanzamiento, se clasificó como el juego más buscado de Japón.
Horii declaró en una entrevista que el equipo se centró más en la solución de rompecabezas de la historia del juego. Al ser el primer juego de la serie en incluir gráficos en 3D, el equipo fue escéptica y conservadora en incluir películas CG y cinemáticas, debido a las cartas escritas por fans a Enix sobre el temor a que ello fuera a cambiar la esencia de la serie.

## Banda sonora
Al igual que el resto de entregas, Koichi Sugiyama fue el compositor de la partitura musical y dirigió las secuelas. Tal como se hizo en Dragon Quest VI, se realizó la versión de melodía original y la suite sinfónica en un set de dos discos, llamada Dragon Quest VII: Eden no Senshitachi Symphonic Suite + OST.
El primer disco entero y la pieza musical de apertura del segundo disco pertenecen a la suite sinfónica, mientras que el resto del segundo disco es de la versión de melodía original. Un disco titulado Dragon Quest VII: Eden no Senshitachi on Piano también fue lanzado, y contiene 27 pistas arregladas en piano. Symphonic Suite se reimprimió más adelante en el año 2006.

## Manga
La adaptación al manga de Dragon Quest VII, fue publicada en Monthly Gangan de Enix en Japón. Fue ilustrada por Kamui Fujiwara, quién también trabajó en otro manga relacionado de la franquicia, Dragon Quest Retsuden: Roto no Monshō. Catorce volúmenes fueron lanzados entre 2001 y 2006.

## Recepción
Dragon Quest VII fue bien recibido en Japón, tanto comercial como críticamente. Fue el videojuego de PlayStation más vendido del año 2000 en el país con 3,78 millones de copias vendidas. A nivel mundial, las ventas del juego han superado los 4,1 millones de unidades en febrero del año 2004.
Sin embargo otros críticos fueron más escépticos, tales como GameShark que describió las primeras dos horas del juego como "...de las horas más aburridas que jamás vas a jugar en un videojuego". XenGamers también señaló que para poder jugar al videojuego, el jugador necesitaba "la paciencia de una roca".